# Johannes Gezelius den äldre
Johannes Gezelius den äldre, född 3 februari 1615 i Gesala Romfartuna, död 20 januari 1690 i Åbo, var en svensk teolog.

## Biografi
Gezelius blev professor i Tartu 1641, superintendent i Livland 1660, biskop i Åbo 1664. Han var far till Johannes Gezelius den yngre och farfar till Johannes Gezelius den yngste.
Han kom från släktgården Gesala gård, vid Tillberga i Romfartuna socken utanför Västerås, vilken har brukats inom samma släkt sedan 1300-talet. Tillsammans med brodern Georg Gezelius stamfader till den vittbredda släkten Gezelius.
Gezelius gjorde betydelsefulla insatser för folkundervisning och prästutbildningens höjande. Han utgav en grekisk grammatik, lettiska och finska katekeser samt psalmböcker på svenska (1673) och på finska. Han påbörjade Gezeliernas bibelverk som avslutades av hans son och sonson. Liksom dessa är han begravd i Åbo domkyrka.